# Rolf Markert
Rolf Markert (eigentlich Helmut Thiemann, weiteres Pseudonym wahrscheinlich Rolf Hellmuth, Helmuth oder Helmut; * 24. Januar 1914 in Werdau; † 30. Januar 1995 in Berlin) war ein deutscher Politiker (KPD/SED), Widerstandskämpfer gegen das NS-Regime und Generalmajor des Ministeriums für Staatssicherheit (MfS). Er war von 1953 bis 1981 Leiter der Bezirksverwaltung Dresden des MfS.

## Leben
Helmut Thiemann war der Sohn eines Maurers, besuchte die Volksschule. Er trat der Pionierorganisation bei, als sein Vater wegen Teilnahme am Mitteldeutschen Aufstand 1923 zu fünf Jahren Zuchthaus verurteilt, allerdings amnestiert wurde und im selben Jahr emigrierte. Er lebte bei seiner Mutter in großer Not. Markert erlernte den Beruf des Klavierbauers, später war er auch als Maurer tätig. 1928 trat er dem KJVD bei. Von 1929 bis 1931 leitete er den Untergau Zwickau der Roten Jungfront. 1931 ging er auf Wanderschaft zunächst in Litauen und Lettland, dann in der Sowjetunion. Er arbeitete als Ofenbauer und Schlosser im Schwermaschinenwerk von Swerdlowsk, wurde Mitglied des Komsomol und der KPdSU. 1932/33 war er hauptamtlicher Mitarbeiter der Gewerkschaft, zuständig für die Anleitung von Wolgadeutschen. 1934 besuchte er die Schule der Kommunistischen Jugendinternationale in Chotkowa bei Moskau.
1934 kehrte Thiemann über Prag nach Deutschland zurück. In Berlin beteiligte er sich am Widerstand und verrichtete illegale Arbeit. Er wurde kurz vor Jahresende 1934 verhaftet und 1935 wegen „Vorbereitung zum Hochverrat“ zu dreieinhalb Jahren Zuchthaus verurteilt. Zunächst im Zuchthaus Luckau inhaftiert, kam er 1937 in die KZ Esterwegen und Aschendorfermoor. Nach Verbüßung der Haftstrafe wurde er im August 1938 ins KZ Buchenwald verschleppt. Dort wurde er im selben Jahr von der illegalen Parteiorganisation der KPD als Mitglied der Partei aufgenommen. Thiemann war für die „Abwehr“ von Denunzianten und Spitzeln zuständig und Verbindungsmann zu den osteuropäischen kommunistischen Häftlingen. Um die Jahreswende 1938/39 wurde er Pfleger im Häftlingskrankenbau. Von 1943 bis 1945 war er auch Mitglied der militärpolitischen Leitung im Lager. Er war mit Ernst Busse und Erich Reschke eng vertraut.
Der sowjetische Geheimdienst  kam an der ukrainischen Front in den Besitz von Dokumenten, wonach Thiemann Teil des Unternehmens Zeppelin sein sollte. Demnach wäre Thiemann im September 1942 entlassen worden, um an dem Geheimunternehmen der Nationalsozialisten, als Agenten hinter der Front zu agieren, mitzuwirken. Thiemann wurde dafür nie eingesetzt, sondern blieb bis zur Befreiung am 11. April 1945 in Buchenwald.
Seine Stellung als Funktionshäftling nutzte Thiemann in Absprache mit der illegalen Parteiorganisation, um sich gegenüber anderen Häftlingsgruppen zu behaupten. Dabei töteten er und andere Funktionshäftlinge im Krankenbau andere Häftlinge. Gegenüber der KPD rechtfertigte er sich im Sommer 1945:

„Um nun unsere Linie durchzusetzen, waren wir gezwungen selbst den SS-Ärzten in manchen Dingen zu helfen, so schwer das auch für uns war. […] 
Die SS-Ärzte mordeten und mehrere Genossen und auch ich mußten uns als Helfer beteiligen. Nicht, daß ich nur geholfen habe, sondern ich wurde gezwungen ebenfalls mit zu beseitigen. Dabei muß ich erwähnen, daß ich dieses Geschäft vom Gen. Krämer mit übernommen habe. Ich konnte es zwar ablehnen und hatte mich im Anfang auch dagegen gewehrt. Nachdem ich aber durch die Partei auf die Notwendigkeit dieser Aufgaben hingewiesen worden bin, habe ich die Konsequenzen ziehen müssen. […]  Die Frage stand für uns [Kommunisten] eben so. Entweder wir lehnen diese Arbeit ab und bleiben menschlich zwar sauber oder aber wir geben die Position auf und werden dadurch indirekte Mörder an unseren eigenen Genossen. Da uns also unsere Genossen mehr wert waren als alle  anderen, mußten wir also einen Schritt gemeinsam mit der SS gehen und zwar in der Vernichtung von aussichtslosen Kranken und kollabierenden Menschen. Trotzdem es rein menschlich schwer war, das alles durchzuführen, vernichteten wir aber jede Gefahr, die sich im Lager bemerkbar machte.“

Die Historikerin Karin Hartewig ordnet Thiemanns Lebenslauf den wenigen ganz frühen Zeugnissen aus dem innersten Kreis der Funktionshäftlinge zu. Das Dokument fand sich in Abschrift in einer Akte, die im Oktober 1946 im Rahmen einer vom SED-Zentralkomitee eingesetzten Untersuchungskommission „über das Verhalten einiger Kommunisten im Konzentrationslager Buchenwald“ entstanden ist. Diese Untersuchung, in deren Rahmen auch Thiemann vernommen wurde, konzentrierte sich auf Ernst Busses Aktivitäten im Lager. Karin Orth zufolge sind die Berichte der politischen ehemaligen Häftlinge als Überlebensdiskurse zu interpretieren, die gruppenspezifische Erfahrung als allgemeingültig verabsolutierten und das eigene Handeln und Überleben zu legitimieren versuchten. Die Häftlingsselbstverwaltung sei ein weit reichendes und einflussreiches Klientel- und Patronagesystem gewesen. Karin Hartewig weist darauf hin, dass Thiemanns Rechtfertigung, im Auftrag der Partei und im Dienst einer politischen Mission getötet zu haben, angesichts der abgründigen Wirklichkeit im Häftlingskrankenbau brüchig geworden sei. Die unausgesprochene und real gewählte Alternative zur moralischen Sauberkeit und zum Machtverlust im Lager habe darin bestanden, die Stellung im Krankenbau zu halten, um die eigenen Genossen zu retten, aber dadurch zum Mörder an Mithäftlingen zu werden. Die kommunistischen Funktionshäftlinge und Mitglieder des Lagerwiderstands sahen sich aufgrund dieser schwierigen und ambivalenten Situation nach der Befreiung Anfeindungen von ehemaligen Mithäftlingen ausgesetzt.
Nach der Befreiung wurde Thiemann im Mai 1945 bei den von der SMAD geschaffenen Polizeikräften eingestellt und Leiter der Personalabteilung im Polizeipräsidium Chemnitz. Im Juli 1945 fürchtete Thiemann, von der amerikanischen Besatzungsmacht gesucht und, wie Arthur Dietzsch, Otto Kipp und andere Funktionshäftlinge aus Buchenwald im Dachauer Buchenwald-Prozess, wegen Verbrechen gegen die Menschlichkeit angeklagt zu werden. Die sächsische Bezirksleitung der KPD half ihm beim Wechsel der Identität zu Rolf Markert. Helmut Thiemann wurde als 1945 verstorben geführt. Markert erhielt das Geburtsdatum 3. September 1911 und wurde nach Bautzen versetzt. Im September 1945 wurde er Kadersekretär der KPD-Kreisleitung Bautzen, 1946 Leiter der Personalabteilung der Landespolizeibehörde Sachsen. Ab 1948 leitete er das Dezernat K 5 (politische Polizei) des Landeskriminalamtes Sachsen. Im August 1949 wurde er zum Stellvertreter für operative Aufgaben des Leiters des Amtes zum Schutz des Volkseigentums Sachsen berufen. Ab Oktober 1949 leitete Markert die Abteilung VIIa (VP-Bereitschaften) der Hauptverwaltung zum Schutz der Volkswirtschaft (ab Februar 1950 MfS).
1951 wurde er in Nachfolge von Hermann Gartmann Leiter der brandenburgischen Länderverwaltung des MfS, 1952 Leiter der Abteilung IV (Spionageabwehr) des MfS Berlin sowie 1953 – als Nachfolger von Gerhard Harnisch – Leiter der Bezirksverwaltung Dresden des MfS. Markert war zudem von 1954 bis Dezember 1989 Mitglied der SED-Bezirksleitung Dresden. Nach der Revolution auf Sansibar war er von März bis August 1964 geheimdienstlicher Berater der neuen Regierung. Sansibar hatte als erstes nichtsozialistisches Land beschlossen, die DDR diplomatisch anzuerkennen und gleichzeitig die DDR um die Entsendung eines Sicherheitsberaters gebeten. Das MfS hatte Rolf Markert ausgewählt und für den Anfang auch Markus Wolf. Beide trafen am 19. März 1964 mit einer DDR-Delegation unter Leitung des stellvertretenden Außenminister Wolfgang Kiesewetter in Sansibar ein und wurden von Präsident Abeid Amani Karume und Vizepräsident Abdullah Kassim Hanga empfangen. Am 26. September 1969 wurde er vom Vorsitzenden des Nationalen Verteidigungsrates der DDR, Walter Ulbricht, zum Generalmajor ernannt. 1981 ging Markert in den Ruhestand.
Sein und das Grab seiner Ehefrau Ruth (1923–2013) befindet sich in der Gräberanlage für Opfer des Faschismus und Verfolgte des Naziregimes  auf dem Zentralfriedhof Friedrichsfelde in Berlin.

## Name
Thiemann war in Buchenwald unter seinem eigentlichen Namen bekannt. In späteren DDR-Publikationen über Buchenwald erschien er unter dem Namen „Rolf Helmut“. Auch die Schreibweisen „Rolf Helmuth“ und „Rolf Hellmuth“ werden als Pseudonyme erwähnt. Den Decknamen „Rolf Markert“ hatte Thiemann gemäß Lutz Niethammer bereits in den 1930er Jahren in der Sowjetunion geführt. In seinen Tätigkeiten in der DDR war er nur noch unter diesem letzteren Namen bekannt.

## Auszeichnungen
- Orden „Banner der Arbeit“ (1965)
- Vaterländischer Verdienstorden in Gold (1975)
- Karl-Marx-Orden